# Ска-панк
Ска-панк — музичний жанр, що поєднує ска та панк-рок. Його піджанром є ска-кор, де ска змішується з хардкор-панком.
Характеристики ска-панку можуть відрізнятися, оскільки в ньому поєднуються контрастуючі музичні жанри. Більш панковий стиль часто характеризується швидшим темпом, перевантаженим гітарним звуком, панковими вставками з акцентованою сильною долею (зазвичай у приспіві) та носовою, грубою, або крикливою вокальною партією. Для стилю ска-панку, що більш наближений до ска, характерні розвиненіша інструментальна партія та чистіший звук вокалу і музики. Зазвичай використовуються такі інструменти, як електрогітара, бас-гітара, барабани, саксофони, тромбони, труби та інші мідні духові інструменти, а іноді і орган. Тексти пісень зазвичай веселі, нецензурні, присвячені алкоголю, сексу, наркотикам (порно-ска-панк). В Україні відома група в цьому жанрі Кожаный Олень. Зовнішний стиль такий же простий, як у скейт-панка: бейсболки, шорти.

## Українські представники
- Брем Стокер
- Перкалаба
- Жадан і Собаки
- Триставісім